# Andreaea brevipes
Andreaea brevipes är en bladmossart som beskrevs av Richard Spruce 1861. Andreaea brevipes ingår i släktet sotmossor, och familjen Andreaeaceae. Inga underarter finns listade i Catalogue of Life.